# IC 463
IC 463 ist eine kompakte linsenförmige Galaxie vom Hubble-Typ S0 im Sternbild Luchs am Nordsternhimmel.
Im selben Himmelsareal befinden sich unter anderem die Galaxien IC 458, IC 461, NGC 2340, IC 464.
Das Objekt wurde am 31. Januar 1851 vom irischen Astronomen Bindon Blood Stoney, einem Assistenten von William Parsons, entdeckt.